# Huaniqueo
Huaniqueo è una municipalità dello stato di Michoacán, nel Messico centrale, il cui capoluogo è la località di Huaniqueo de Morales.
La municipalità conta 7.983 abitanti (2010) e ha un'estensione di 201,06 km².
Il nome della località in lingua nahuatl significa luogo dove il mais viene tostato.